# Chodci sobě
Chodci sobě je webový  portál a projekt organizace Pěšky městem (dříve Pražské matky),  spuštěný 10. února 2012. Jeho prostřednictvím mohou pražští chodci upozornit odpovědné představitele veřejné správy i své spoluobčany na problémy, se kterými se setkávají na svých cestách městem. Projekt usiluje o zviditelnění potřeb pražských chodců, o zprostředkování oboustranné komunikace a díky vizualizaci a kategorizaci podnětů i o možnost jejich efektivnějšího a komplexnějšího řešení. 
Projekt byl zprovozněn ve spolupráci se slovenskou organizací Inštitút pre dobre spravovanú spoločnosť a založen na modifikaci jejího systému z úspěšného portálu Odkaz pre starostu. Po necelých 10 letech provozu portál registruje přes 2 600 zaslaných a téměř 1190 vyřešených podnětů. Administrátorkou portálu je Štěpánka Trnková. V letech 2013–2014 v rámci projektu Chodci sobě a svému životnímu prostředí, podpořeného z Revolvingového fondu Ministerstva životního prostředí ČR, byl portál přestavěn, zpřehledněn, zjednodušen a doplněn o informace týkající se pěší dopravy, zároveň byla dolaďována spolupráce s vybranými městskými částmi, TSK HMP a Odborem rozvoje a financování dopravy MHMP a uspořádány tři happeningy. V dubnu 2015 odstartoval roční projekt Chodci sobě – kampaň na podporu pěší dopravy, podpořený grantem z Islandu, Lichtenštejnska a Norska v rámci EHP fondů, spočívající v propagaci pěší dopravy formou tiskové besedy, tří happeningů, odborným zpracováním návrhu košířské křižovatky Musílkova x Fabiánova, natočením propagačního spotu a vytvořením dalších materiálů, uspořádáním putovní výstavy fotografií a průběžnou správou a upgradem portálu. 
Tehdejší Pražské matky (dnes Pěšky městem) rovněž vstoupily se zástupcem Univerzity Palackého v Olomouci do jednání o předání potřebných informací a podkladů k vytvoření olomoucké verze portálu Chodci sobě, který měl být spuštěn na přelomu jara a léta 2016. Olomoucký projekt byl spuštěn v roce 2016 pod názvem Chodím Olomoucí a je provozován Univerzitou Palackého (na webu projektu jsou uvedeny kontaktní údaje katedry psychologie filosofické fakulty). 